# Richard Williams (officer)
Richard Williams, född den 3 augusti 1890 i Moonta Mines, South Australia, död den 7 februari 1980 i Melbourne, Victoria, var en australisk flygvapenofficer som betraktas som skapare av Australiens flygvapen (Royal Australian Air Force, RAAF).
Williams var den förste som utbildades till militärpilot i Australien, och förde därefter befäl över australiska och brittiska stridsflygenheter under första världskriget. Som förespråkare av ett självständigt flygvapen, oberoende av andra försvarsgrenar, spelade Williams en betydelsefull roll i att RAAF skapades 1921 och han blev 1922 RAAF:s förste flygstabschef, Chief of the Air Staff (CAS). Han tjänstgjorde som CAS i tretton år under perioden 1922-1939 (med uppehåll 1922-1925 och 1932-1934), vilket är längre än någon annan som har innehaft den posten.

## Tidig militär karriär
Williams kom från en arbetarklassbakgrund i South Australia. Han tog värvning i ett infanteriregemente i South Australia vid 19 års ålder och blev officer 1911. För att kunna få en officersbefattning i de permanenta styrkorna flyttade han till en särskild militärskola i Albury, New South Wales, där han tre månader senare blev löjtnant med administrations- och instruktörsuppgifter. I augusti 1914 deltog han i den första militära flygutbildningen i Australien som hölls vid Central Flying School i Point Cook, Victoria. Efter tre månaders utbildning där återvände Williams och tre andra flygelever sina respektive militära enheter. William fortsatte i administrativa sysslor till juli 1915 då han återvände till Point Cook för att genomgå två månaders avancerad flygutbildning.

## Första världskriget
I slutet av 1915 togs ett beslut att sätta upp en komplett australisk enhet för tjänstgöring inom brittiska Royal Flying Corps (RFC) under första världskriget. Williams befordrades till kapten i januari 1916 och blev flyggruppchef vid Australian Flying Corps (AFC) 1:a flygdivision, vars personal anlände till Egypten i april 1916. Efter att inledningsvis ha varit utspridda på flera förband inom RFC, började divisionen uppträda som ett samlat förband i december 1916 och understödde framryckningen mot Palestina. I början av 1917 tilldelades han Distinguished Service Order för hjältemodiga insatser och i maj 1917 blev han chef för 1. flygdivisionen. Williams fick en tidsbegränsad befordran till överstelöjtnant i juni 1918 och sekonderades att föra befäl över FRC:s 40:e flygflottilj inom Palestinabrigaden, ett flygförband bestående av den australiska flygdivisionen och tre brittiska flygdivisioner.

## Efter kriget
Efter kriget arbetande han för ett självständigt australiskt flygvapen vid sidan av armén och flottan, vilket blev verklighet 31 mars 1921, även om RAAF inledningsvis hade en underordnad roll jämfört med de två äldre försvarsgrenarna. Efter att först ha varit ledamot av flygstyrelsen (Air Board) fick Williams den nyskapade befattningen flygstabschef 1922. 1923 studerade han vid brittiska arméns stabsskola i Camberley och tillbringade sex månader vid Royal Air Force:s stabsskola i Andover.
Det nyskapade RAAF mötte många svårigheter under 1920- och början av 1930-talet, och Williams anses ha en stor del av äran för att ha bevarat dess självständighet, bland annat när flera regeringar under perioden 1929–1932 övervägde att avskaffa RAAF som en självständig försvarsgren. Williams befordrades till överste (group captain) 1925, till brigadgeneral (air commodore) 1927 och till generalmajor (air vice marshal) 1935. 1933 genomgick han Imperial Defence College i London.
Ett antal olyckor med Hawker Demon 1937 ledde till en rapport om bristande flygsäkerhet i RAAF, med följden att Williams avskildes från posten som CAS 1939, strax före andra världskrigets utbrott. Han sekonderades därefter till Storbritanniens flygvapen (RAF) för att skaffa bredare erfarenhet. Williams befordrades till generallöjtnant (air marshal) 1940 efter att ha återkommit från Storbritannien och där sett de första månaderna av kriget, men återfick inte den högsta chefsposten inom RAAF, trots flygminister James Fairbairn önskan. Premiärminister Robert Menzies bestämde sig istället för att tillsätta en brittisk RAF-officer på den posten, Charles Burnett, och Williams fick bli ansvarig för organisation och materiel. Från 1942 och till krigets slut tjänstgjorde han som RAAF:s representant i USA med placering i Washington, DC.
Efter andra världskriget tvångspensionerades han och ett antal andra officerare som var veteraner från första världskriget. Han blev istället generaldirektör för det australiska civilflyget från 1946 till sin pensionering 1955, och adlades året innan han pensionerades.